# .bg
Pour les articles homonymes, voir BG.
.bg est le domaine de premier niveau national (country code top level domain : ccTLD) réservé à la Bulgarie.

## Nom de domaine internationalisé
.бг (БълГария , Bălgarija; xn--90ae en punycode) est un nom de domaine internationalisé de premier niveau pour la Bulgarie.
Le 23 juin 2008, le gouvernement bulgare a officiellement annoncé d'abord l'intention d'autoriser de mettre son extension.bg en cyrillique. Aussi, il va de l'avant en proposant de nouveaux caractères cyrilliques pour les noms de domaines pour d'autres pays ayant l'alphabet cyrillique tels que la Serbie, la Biélorussie, l'Ukraine, le Kazakhstan, le Kirghizstan et la Macédoine.
Le domaine est mis en service le 12 juillet 2016.